# Maurice-Albert Collette
Maurice-Albert Collette, francoski general, * 1885, † 1945.